# Famara Diédhiou
Pour les articles homonymes, voir Diédhiou.
Famara Diédhiou, né le 15 décembre 1992 à Saint-Louis au Sénégal, est un footballeur international sénégalais. Il évolue au poste d'avant-centre au Clermont Foot.

## Biographie

### En club

#### Arrivée en France
Famara Diédhiou quitte le Sénégal en 2011 pour faire un essai au FC Nantes. Le club lui propose un contrat mais il est confronté à un problème administratif, il lui faut trois années de licence amateur ou une sélection avec le Sénégal pour jouer avec les professionnels. Lors d'un tournoi, il se fait repérer par le FC Sochaux et s'y engage mais est toujours confronté à ce même souci. Il est alors prêté à Belfort, à Épinal puis au Gazélec Ajaccio.

#### FC Sochaux-Montbéliard (2014-2016)
Il signe son premier contrat professionnel pour une durée de trois ans le 27 juin 2014, avec le FC Sochaux-Montbéliard qui vient d'être relégué en Ligue 2,.

#### Prêt et révélation au Clermont Foot (2015-2016)
Le 2 février 2015, il est prêté pour six mois sans option d'achat au Clermont Foot. L'attaquant prend part à quatorze matches pour deux réalisations et trois passes décisives. Arrivé à Clermont pour pallier la blessure de l'attaquant vedette de l'équipe, Idriss Saadi, il participe au maintien de l'équipe en seconde division. Il explique à ce sujet : « Tout le monde se donne à fond, l'état d'esprit est irréprochable. Aujourd'hui, on est plus combatif et plus agressif. On va se casser la tête pour Idriss et on va aller décrocher le maintien ». 
Il est de nouveau prêté, cette fois avec option d'achat, au club auvergnat pour la saison 2015-2016. Diedhiou commence le championnat en inscrivant un doublé face à l'Evian TG. Quatre jours plus tard, il marque face à Valenciennes en Coupe de la Ligue (victoire 1-3). Durant la troisième journée de championnat, il transforme un penalty qui donne la première victoire clermontoise de la saison en Ligue 2 face à Nîmes (1-0). La semaine suivante, il offre de nouveau le but de la victoire 1-0 contre Le Havre. Le 28 août 2015, le buteur sénégalais ouvre le score contre Nancy et Clermont se retrouve virtuel leader de la Ligue avant que Nancy s'impose 2 à 1. Lors de la sixième journée, il égalise contre le Paris FC (1-1). Il se révèle alors comme un redoutable buteur, portant à lui tout seul l'animation offensive de son équipe. Il est muet pour la première fois lors de la réception d'Auxerre le 18 septembre (7e journée, défaite 1-0) avant d'offrir la victoire aux Clermontois contre l'AC Ajaccio (2-1) en réalisant un doublé, il continue sur sa lancée en ouvrant le score à Niort (1-1), réalisant son troisième doublé de la saison face à Bourg en Bresse (victoire 3-2) et marquant son cinquième but en quatre rencontres consécutives face au FC Metz (2-2). Il totalise alors douze buts en dix matches de championnat,. Il connait une petite période de disette entre la 12e et la 17e journée, avec un seul but marqué et deux passes décisives délivrées. Il finit néanmoins fort l'année civile avec son premier triplé inscrit contre le Stade lavallois et une réalisation à Brest. Il conclut cette phase aller avec un total de 17 buts marqués en 18 titularisations. Malgré une seconde partie de saison un plus terne, Diédhiou finit meilleur buteur de Ligue 2 avec vingt-et-une réalisations et est nommé meilleur joueur de Ligue 2 lors des Trophées UNFP.

#### Angers SCO (2016-2017)
Le 23 juin 2016, Diédhiou rejoint le SCO Angers pour une durée de quatre ans pour un montant d'un million et demi d'euros. 
Diédhiou joue son premier match officiel le 13 août 2016 en ouverture de la Ligue 1 contre Montpellier. Les débuts angevins sont aussi compliqués pour le Sénégalais que pour son nouveau club qui perd ses trois premiers matchs de championnat. Le 10 septembre, Diedhiou ouvre néanmoins son compteur contre le promu de Dijon. Il marque son deuxième but en Ligue 1 face à l'AS Monaco, donnant l'avantage à Angers avant que leur adversaire ne gagne la rencontre 2-1. Le 15 octobre, Diedhiou réalise un premier doublé salvateur à Bastia qui offre la victoire aux siens. Ses premiers pas à Angers sont en demi teintes et des rumeurs de transferts l'envoient en Chine durant le mercato hivernal. Bien qu'il décide de rester à Angers, son efficacité est mise en doute par des performances globalement moyennes. Sur le plan collectif, les Angevins parviennent en finale de la Coupe de France mais s'incline contre le tenant du titre, le Paris Saint-Germain. Diédhiou termine sa première saison au plus haut niveau avec neuf buts en 36 rencontres.

#### Bristol City (2017-2021)
Diédhiou rejoint le club anglais de Bristol City pour quatre ans le 28 juin 2017 contre une indemnité de près de six millions d'euros,.
Le 5 août, Diédhiou marque lors de ses débuts anglais contre Barnsley en Championship et contribue à un succès 3-1. Auteur d'un bon début de saison, buteur à 5 reprises en 13 journées de championnat, il se blesse au genou le 21 octobre 2017 face à Leeds United (13e journée, défaite 0-3) et est éloigné plusieurs semaines des terrains. Il reprend la compétition le 19 janvier 2018 sur la pelouse de Derby County (28e journée, 0-0). Il conclut sa première saison en Angleterre avec 32 apparitions en championnat, dont 28 titularisations, pour 13 buts inscrits et 3 passes décisives délivrées.
La saison suivante, après un début d'exercice difficile où l'équipe a du mal à se hisser en première partie de tableau, elle enchaîne une série de matches sans défaite entre la 19e et la 32e journée de Championship. Durant cette période, Diédhiou marque six buts et donne une passe décisive. Son équipe se hisse alors à la 5e place du championnat, permettant de disputer les barrages d'accession en Premier League. Alors que Bristol est encore sixième à la 44e journée sur 46, l'équipe conclut finalement la saison à la huitième place et n'accède pas aux barrages. Sur un plan personnel, Diédhiou réalise une nouvelle saison pleine avec 41 apparitions en championnat, dont 35 titularisations, pour 13 buts inscrits et 3 passes décisives délivrées.

#### Alanyaspor (2021-2023)
Libre au terme de son contrat avec le club anglais, il rejoint la Turquie en s'engageant avec Alanyaspor en août 2021.

#### Grenade CF et prêt à Cardiff (2023-2024)
Il rejoint le Grenade CF après six mois en prêt en Juillet 2023. Après six mois où il joue peu, il retourne en Angleterre, en étant prêté à Cardiff.

#### Retour à Clermont (2024-)
Il résilie son contrat avec Grenade le 29 aout 2024. En septembre, il rejoint librement le Clermont Foot, club auquel il a joué en prêt entre 2015 et 2016.

### En sélection
En mai 2014, Diédhiou est convoqué en sélection pour la première fois avec l'équipe du Sénégal. Le 1er mai, il joue son premier match en faveur de son pays face à la Colombie et se montre décisif pour l'occasion en délivrant une passe décisive pour Cheikh N'Doye, offrant le match nul 2-2 au Sénégal[réf. nécessaire].
En septembre 2016, Diédhiou rejoue après plus de deux ans d'absence avec la sélection sénégalaise. Remplaçant Mame Biram Diouf en seconde période, il participe à la victoire des siens en concluant un penalty contre la modeste Namibie lors d'une rencontre cruciale des éliminatoires de la CAN 2017. Diédhiou est du voyage au Gabon pour la CAN mais il est barré par une forte concurrence en attaque. L'Angevin ne participe qu'à un match de phase de poules, rentrant en seconde période contre l'Algérie. Le parcours du Sénégal prend fin aux tirs au but en quart de finale contre le Cameroun, futur vainqueur de la compétition.
Le 11 novembre 2022, il est sélectionné par Aliou Cissé pour participer à la Coupe du monde 2022, où il marque lors du 2e match de poule face au Qatar.

## Style de jeu
Diédhiou est un joueur doté d'un physique imposant. Il se sert de sa grande taille pour remporter de nombreux duels aériens et se montre dangereux sur les phases arrêtées. Le sénégalais aime dribbler ses vis-à-vis et percuter les défenses. Diedhiou est un joueur efficace et précis devant le but[réf. nécessaire].

## Statistiques

### Statistiques détaillées
| Saison                | Club                   | Championnat           | Championnat | Championnat | Championnat | Coupe nationale | Coupe nationale | Coupe nationale | Coupe de la Ligue | Coupe de la Ligue | Coupe de la Ligue | Sénégal | Sénégal | Sénégal | Total | Total | Total |
| Saison                | Club                   | Division              | M.          | B.          | P.d.        | M.              | B.              | P.d.            | M.                | B.                | P.d.              | M.      | B.      | P.d.    | M.    | B.    | P.d.  |
| 2014-2015             | FC Sochaux-Montbéliard | Ligue 2               | 13          | 1           | 0           | 2               | 2               | 0               | 1                 | 0                 | 0                 | -       | -       | -       | 16    | 3     | 0     |
| 2011-2012             | ASM Belfort (prêt)     | CFA                   | 11          | 3           | -           | -               | -               | -               | -                 | -                 | -                 | -       | -       | -       | 11    | 3     | 0     |
| 2012-2013             | SAS Épinal (prêt)      | National              | 30          | 12          | -           | 7               | 6               | 0               | -                 | -                 | -                 | -       | -       | -       | 37    | 18    | 0     |
| 2013-2014             | Gazélec Ajaccio (prêt) | National              | 33          | 13          | -           | 1               | 0               | 0               | 1                 | 0                 | 0                 | 1       | 0       | 1       | 36    | 13    | 1     |
| 2014-2015             | Clermont Foot (prêt)   | Ligue 2               | 14          | 2           | 0           | -               | -               | -               | -                 | -                 | -                 | -       | -       | -       | 14    | 2     | 0     |
| 2015-2016             | Clermont Foot (prêt)   | Ligue 2               | 36          | 21          | 4           | 1               | 0               | 0               | 1                 | 1                 | 0                 | -       | -       | -       | 38    | 22    | 4     |
| Sous-total            | Sous-total             | Sous-total            | 50          | 23          | 4           | 1               | 0               | 0               | 1                 | 1                 | 0                 | -       | -       | -       | 52    | 24    | 4     |
| 2016-2017             | Angers SCO             | Ligue 1               | 31          | 8           | 1           | 4               | 1               | 0               | 1                 | 0                 | 0                 | 5       | 1       | 0       | 41    | 10    | 1     |
| 2017-2018             | Bristol City           | Championship          | 32          | 13          | 2           | -               | -               | -               | 4                 | 1                 | 1                 | -       | -       | -       | 36    | 14    | 3     |
| 2018-2019             | Bristol City           | Championship          | 41          | 13          | 2           | 3               | 0               | 1               | -                 | -                 | -                 | -       | -       | -       | 44    | 13    | 3     |
| 2019-2020             | Bristol City           | Championship          | 41          | 12          | 1           | 2               | 1               | 0               | 1                 | 1                 | 0                 | 3       | 4       | 0       | 47    | 18    | 1     |
| 2020-2021             | Bristol City           | Championship          | 40          | 8           | 1           | 3               | 2               | 0               | 2                 | 0                 | 0                 | 4       | 0       | 0       | 49    | 10    | 1     |
| Sous-total            | Sous-total             | Sous-total            | 154         | 46          | 6           | 8               | 3               | 1               | 7                 | 2                 | 1                 | 7       | 4       | 0       | 176   | 55    | 8     |
| 2021-2022             | Alanyaspor             | Süper Lig             | 26          | 11          | 0           | 3               | 2               | 1               | -                 | -                 | -                 | 11      | 5       | 1       | 40    | 18    | 2     |
| 2022-2023             | Alanyaspor             | Süper Lig             | 2           | 0           | 0           | 1               | 0               | 1               | -                 | -                 | -                 | 2       | 1       | 0       | 5     | 1     | 1     |
| Sous-total            | Sous-total             | Sous-total            | 28          | 11          | 0           | 4               | 2               | 2               | -                 | -                 | -                 | 13      | 5       | 1       | 45    | 18    | 3     |
| Total sur la carrière | Total sur la carrière  | Total sur la carrière | 353         | 117         | 11          | 27              | 13              | 3               | 11                | 3                 | 1                 | 26      | 11      | 2       | 417   | 144   | 17    |

### Buts internationaux
| 0 | Date             | Sélection | Singapour                                      | Bresil  | Résultat | Compétition             | Détail | Détail            |
| - | ---------------- | --------- | ---------------------------------------------- | ------- | -------- | ----------------------- | ------ | ----------------- |
| 1 | 3 septembre 2016 | 2         | Stade Léopold Sédar Senghor, Dakar, Sénégal    | Namibie | 2-0      | Qualifications CAN 2017 | 89e    | s.p du pied droit |
| 2 | 10 octobre 2019  | 7         | Singapore National Stadium, Kallang, Singapour | Brésil  | 1-1      | Match amical            | 45+1e  | s.p du pied droit |

## Palmarès

### En sélection nationale
- Sénégal
  - Coupe d'Afrique des nations (1) :
    - Vainqueur en 2022.

### En clubs
Grenade CF
- Championnat d'Espagne de D2 (1) :
  - Champion :  2023

### Distinctions personnelles
- Meilleur buteur de Ligue 2 en 2016 (21 buts)
- Trophée UNFP du meilleur joueur de Ligue 2 en 2016